# Kubisk zirkonia

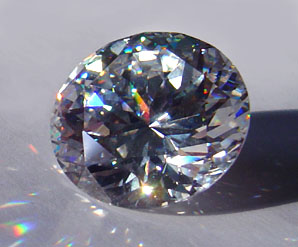
Briljantslipad kubisk zirkonia

Kubisk zirkonia, även cubic zircon och flera liknande namn, är en syntetisk ädelsten som består av zirkoniumdioxid, ZrO2 med kubisk kristallsymmetri. Zirkonia är det engelska namnet på oxidmaterialet zirkoniumdioxid och ska inte blandas ihop med silikatmineralet zirkon. 
Vid rumstemperatur är mineralets stabila kristallstruktur monoklin. Över 1170 °C är strukturen tetragonal struktur men över 2370 °C är den stabila kristallstrukturen kubisk stabil. Det kubiska stabilitetsområdet kan utvidgas neråt genom tillsats av magnesium-, kalcium- eller yttriumoxid. Materialet har stark ljusbrytning (n=2,15-2,18 och stark dispersion (0,058-0,065) vilket liknar en diamants egenskaper (n=2,42, dispersion = 0,044). Kubisk zirkonia används i smycken med förkortningen cz och började tillverkas för detta ändamål på 1970-talet. Den mest påtagliga skillnaden med diamant är att materialet har mycket lägre värmeledningsförmåga än diamant, något som man kan känna mot läpparna. Utöver som smyckestensmaterial kan zirkonia stabiliserad med yttrium fungera som fastelektrolyt i lambdasonder för syremätning eller elektrolyt i högtemperaturbränsleceller.